# Thực tế
Thực tế là tổng hợp của tất cả những gì có thật hoặc tồn tại trong một hệ thống, trái ngược với những gì chỉ là tưởng tượng. Thuật ngữ này cũng được sử dụng để chỉ tình trạng bản thể của sự vật, chỉ ra sự tồn tại của chúng. Về mặt vật lý, thực tế là toàn bộ của một hệ thống, được biết và chưa biết. Các câu hỏi triết học về bản chất của thực tế hay sự tồn tại hoặc được xem xét dưới các bản tự luận của bản thể học, là một nhánh chính của siêu hình học trong truyền thống triết học phương Tây. Các câu hỏi về bản thể học cũng có trong các nhánh khác nhau của triết học, bao gồm triết học về khoa học, triết học về tôn giáo, triết học toán học và logic triết học. Chúng bao gồm các câu hỏi về việc chỉ có các vật thể vật lý là có thật (tức là thuyết thực hữu), liệu thực tế có phải là phi vật chất (ví dụ, chủ nghĩa duy tâm) hay không, liệu các thực thể không quan sát được giả thuyết được đặt ra bởi các lý thuyết khoa học tồn tại, liệu Thiên Chúa có tồn tại, liệu các số và các đối tượng trừu tượng khác có tồn tại hay không, và liệu thế giới có thể tồn tại.
Các nhà triết học, toán học, và các nhà tư tưởng cổ đại và hiện đại khác nói chung, như Aristotle, Plato, Frege, Wittgenstein, và Russell nói riêng, đã phân biệt giữa tư tưởng tương ứng với thực tế, khái niệm trừu tượng phân tách (suy nghĩ của những điều tưởng tượng nhưng không thực sự tồn tại), và cả những gì thậm chí không thể nghĩ tới một cách hợp lý tương ứng với thực tế tồn tại. Ngược lại sự vốn có thường bị giới hạn ở những gì tồn tại mà vật chất hoặc có một liên kết trực tiếp đến nó theo cách mà những suy nghĩ đã nảy sinh trong trí óc siêu việt của con người.
Thực tế thường trái với suy nghĩ, những gì được quan sát hay liên tưởng bằng các giác quan, bên trong tâm trí, những giấc mơ hay sự mâu thuẫn với những ký ức thường là những thứ hư cấu không thực sự tồn tại, hoặc những thứ trừu tượng đã xảy ra trong quá khứ. Đồng thời, những gì là trừu tượng đóng một vai trò cả trong cuộc sống hàng ngày và trong nghiên cứu học thuật tự nhiên. Ví dụ, quan hệ nhân quả, đạo đức, cuộc sống và phân phối công bằng là những khái niệm trừu tượng mà có thể rất khó xác định. Cả sự tồn tại vật lý và thực tế của khái niệm trừu tượng còn đang tranh cãi: một cực đoan này coi chúng chỉ là lời nói, một cực đoan khác xem chúng như là những chân lý cao hơn so với các khái niệm trừu tượng. Bất đồng này là cơ sở của các vấn đề triết học về các giá trị phổ quát.

## Các khái niệm liên quan

### Thế giới quan và lý thuyết
Một cách sử dụng thông tục sẽ có thực tế có nghĩa là "nhận thức, niềm tin và thái độ đối với thực tế", như trong "Thực tế của tôi không phải là thực tế của bạn." Điều này thường được sử dụng giống như một chủ nghĩa thông tục chỉ ra rằng các bên tham gia một cuộc trò chuyện đồng ý, hoặc nên đồng ý, không ngụy biện cho các quan niệm khác nhau sâu sắc về những gì là có thật. Ví dụ, trong một cuộc thảo luận tôn giáo giữa những người bạn, người ta có thể nói (cố gắng tỏ ra hài hước), "Bạn có thể không đồng ý, nhưng trong thực tế của tôi, mọi người đều lên thiên đàng."
Thực tế có thể được định nghĩa theo cách liên kết nó với thế giới quan hoặc các bộ phận của chúng (khung khái niệm): Thực tế là tổng thể của tất cả mọi thứ, cấu trúc (thực tế và khái niệm), sự kiện (quá khứ và hiện tại) và hiện tượng, có thể quan sát được hay không. Đó là những gì một thế giới quan (cho dù nó dựa trên kinh nghiệm cá nhân hoặc chia sẻ của con người) cuối cùng cố gắng mô tả hoặc ánh xạ.
Một số ý tưởng từ vật lý, triết học, xã hội học, phê bình văn học và các lĩnh vực khác định hình các lý thuyết khác nhau của thực tế. Một niềm tin như vậy là đơn giản và theo nghĩa đen là không có thực tế ngoài nhận thức hoặc niềm tin mà mỗi chúng ta có về thực tế. Những thái độ như vậy được tóm tắt trong tuyên bố phổ biến, "Nhận thức là thực tế" hoặc "Cuộc sống là cách bạn nhận thức thực tế" hoặc "thực tế là những gì bạn có thể thoát khỏi" (Robert Anton Wilson), và chúng chỉ ra chủ nghĩa chống hiện thực   - đó là, quan điểm cho rằng không có thực tế khách quan, dù được thừa nhận rõ ràng hay không.
Nhiều khái niệm về khoa học và triết học thường được định nghĩa về văn hóa và xã hội. Ý tưởng này đã được Thomas Kuhn xây dựng trong cuốn sách Cấu trúc của các cuộc cách mạng khoa học (1962). Xây dựng xã hội của hiện thực, một cuốn sách về xã hội học tri thức được viết bởi Peter L. Berger và Thomas Luckmann, được xuất bản năm 1966. Nó giải thích làm thế nào kiến thức có được và được sử dụng cho sự hiểu biết về thực tế. Trong tất cả các thực tế, thực tế của cuộc sống hàng ngày là quan trọng nhất vì ý thức của chúng ta đòi hỏi chúng ta phải hoàn toàn nhận thức và chú ý đến trải nghiệm của cuộc sống hàng ngày.

## Triết học phương Tây
Triết học đề cập đến hai khía cạnh khác nhau của chủ đề hiện thực: bản chất của thực tế và mối quan hệ giữa tâm trí (cũng như ngôn ngữ và văn hóa) và thực tế.
Một mặt, bản thể học là nghiên cứu về sự tồn tại, và chủ đề trung tâm của lĩnh vực này bị vùi dập, một cách đa dạng, về mặt tồn tại, "cái gì" và thực tế. Nhiệm vụ trong bản thể học là mô tả các phạm trù chung nhất của thực tế và cách chúng có liên quan với nhau. Nếu một triết gia muốn đưa ra một định nghĩa tích cực về khái niệm "thực tế", nó sẽ được thực hiện dưới tiêu đề này. Như đã giải thích ở trên, một số triết gia rút ra sự phân biệt giữa thực tế và sự tồn tại. Trên thực tế, nhiều nhà triết học phân tích ngày nay có xu hướng tránh thuật ngữ "thực tế" và "thực tế" trong việc thảo luận các vấn đề bản thể học. Nhưng đối với những người sẽ đối xử "là có thật" giống như cách họ đối xử "tồn tại", một trong những câu hỏi hàng đầu của triết học phân tích là liệu sự tồn tại (hay thực tế) có phải là một thuộc tính của các đối tượng hay không. Nó đã được tổ chức rộng rãi bởi các nhà triết học phân tích rằng nó hoàn toàn không phải là một thuộc tính, mặc dù quan điểm này đã mất một số nền tảng trong những thập kỷ gần đây.
Mặt khác, đặc biệt là trong các cuộc thảo luận về tính khách quan có chân trong cả siêu hình học và nhận thức luận, các cuộc thảo luận triết học về "hiện thực" thường quan tâm đến cách thức mà thực tế, hoặc không, theo cách nào đó phụ thuộc vào (hoặc, sử dụng thuật ngữ thời trang, "được xây dựng" từ) các yếu tố tinh thần và văn hóa như nhận thức, tín ngưỡng và các trạng thái tinh thần khác, cũng như các hiện vật văn hóa, như tôn giáo và các phong trào chính trị, cho đến khái niệm mơ hồ về một thế giới văn hóa chung, hay Weltanschauung.
Quan điểm cho rằng có một thực tế độc lập với bất kỳ niềm tin, nhận thức, v.v., được gọi là chủ nghĩa hiện thực. Cụ thể hơn, các nhà triết học được đưa ra để nói về "chủ nghĩa hiện thực về" này và đó, chẳng hạn như chủ nghĩa hiện thực về phổ quát hay chủ nghĩa hiện thực về thế giới bên ngoài. Nói chung, khi người ta có thể xác định bất kỳ loại đối tượng nào, sự tồn tại hoặc các đặc điểm thiết yếu được cho là không phụ thuộc vào nhận thức, niềm tin, ngôn ngữ hoặc bất kỳ tạo tác nào khác của con người, người ta có thể nói về "chủ nghĩa hiện thực" về đối tượng đó.
Người ta cũng có thể nói về chủ nghĩa chống hiện thực về các đối tượng tương tự. Chống chủ nghĩa hiện thực là mới nhất trong một loạt các thuật ngữ dài cho các quan điểm trái ngược với chủ nghĩa hiện thực. Có lẽ đầu tiên là chủ nghĩa duy tâm, nên được gọi là vì thực tế được cho là trong tâm trí, hoặc một sản phẩm của ý tưởng của chúng tôi. Chủ nghĩa duy tâm của Berkeleyan là quan điểm, được thúc đẩy bởi nhà kinh nghiệm người Ireland George Berkeley, rằng các đối tượng của nhận thức thực sự là những ý tưởng trong tâm trí. Theo quan điểm này, người ta có thể bị cám dỗ để nói rằng thực tế là một "cấu trúc tinh thần"; điều này không hoàn toàn chính xác, tuy nhiên, vì theo quan điểm của Berkeley, các ý tưởng nhận thức được Thiên Chúa tạo ra và phối hợp. Vào thế kỷ 20, các quan điểm tương tự như của Berkeley được gọi là chủ nghĩa hiện tượng. Hiện tượng học khác với chủ nghĩa duy tâm Berkeleyan chủ yếu ở chỗ Berkeley tin rằng tâm trí, hay linh hồn, không chỉ đơn thuần là ý tưởng hay tạo thành ý tưởng, trong khi các loại chủ nghĩa hiện tượng, như được Russell ủng hộ, có xu hướng đi xa hơn để nói rằng chính tâm trí chỉ là một bộ sưu tập các nhận thức, ký ức, v.v., và rằng không có tâm trí hay linh hồn hơn và trên các sự kiện tinh thần như vậy. Cuối cùng, chống chủ nghĩa hiện thực trở thành một thuật ngữ thời thượng cho bất kỳ quan điểm nào cho rằng sự tồn tại của một số đối tượng phụ thuộc vào tâm trí hoặc các tạo tác văn hóa. Quan điểm cho rằng cái gọi là thế giới bên ngoài thực sự chỉ là một xã hội, hay văn hóa, tạo tác, được gọi là chủ nghĩa xây dựng xã hội, là một trong những chủ nghĩa chống hiện thực. Thuyết tương đối văn hóa là quan điểm cho rằng các vấn đề xã hội như đạo đức không phải là tuyệt đối, nhưng ít nhất là một phần di vật văn hóa.
Một lý thuyết tương ứng về kiến thức về những gì tồn tại tuyên bố rằng kiến thức "thực" của thực tế thể hiện sự tương ứng chính xác của các tuyên bố và hình ảnh của thực tế với thực tế thực tế mà các tuyên bố hoặc hình ảnh đang cố gắng thể hiện. Ví dụ, phương pháp khoa học có thể xác minh rằng một tuyên bố là đúng dựa trên bằng chứng quan sát thấy rằng một sự vật tồn tại. Nhiều người có thể chỉ vào dãy núi Rocky và nói rằng dãy núi này tồn tại, và tiếp tục tồn tại ngay cả khi không ai quan sát nó hoặc đưa ra tuyên bố về nó.

### Hiện hữu
Bản chất của hiện hữu là một chủ đề lâu năm trong siêu hình học. Chẳng hạn, Parmenides đã dạy rằng thực tế là một Sinh mệnh không thay đổi, trong khi Heraclitus viết rằng mọi thứ đều trôi chảy. Nhà triết học Heidegger thế kỷ 20 nghĩ rằng các nhà triết học trước đây đã đánh mất câu hỏi về Bản thể (qua bản thể) để ủng hộ các câu hỏi của chúng sinh (những thứ hiện có), do đó cần phải quay trở lại phương pháp Parmenidean. Một danh mục bản thể học là một nỗ lực để liệt kê các thành phần cơ bản của thực tế. Câu hỏi về việc có tồn tại hay không là một vị ngữ đã được thảo luận từ thời kỳ đầu hiện đại, không chỉ liên quan đến lập luận bản thể luận về sự tồn tại của Thiên Chúa. Sự tồn tại, rằng một cái gì đó là, đã được tương phản với bản chất, câu hỏi về cái gì đó là gì. Vì sự tồn tại mà không có bản chất dường như trống rỗng, nó liên quan đến hư vô của các nhà triết học như Hegel. Chủ nghĩa hư vô đại diện cho một cái nhìn cực kỳ tiêu cực về bản thể, tuyệt đối một cái tích cực.

### Nhận thức
Câu hỏi về chủ nghĩa hiện thực trực tiếp hay "ngây thơ", trái ngược với chủ nghĩa hiện thực gián tiếp hoặc "đại diện", nảy sinh trong triết lý nhận thức và tâm trí ra khỏi cuộc tranh luận về bản chất của kinh nghiệm ý thức; câu hỏi nhận thức luận về việc thế giới chúng ta nhìn thấy xung quanh chúng ta là thế giới thực hay chỉ là một bản sao nhận thức bên trong của thế giới đó được tạo ra bởi các quá trình thần kinh trong não của chúng ta. Chủ nghĩa hiện thực ngây thơ được gọi là chủ nghĩa hiện thực trực tiếp khi được phát triển để chống lại chủ nghĩa hiện thực gián tiếp hoặc đại diện, còn được gọi là thuyết nhị nguyên luận, vị trí triết học mà kinh nghiệm ý thức của chúng ta không phải là của thế giới thực mà là một đại diện bên trong, một thực tại ảo thu nhỏ bản sao của thế giới.
Timothy Leary đặt ra thuật ngữ Đường hầm thực tế có ảnh hưởng, theo đó ông có nghĩa là một loại chủ nghĩa hiện thực đại diện. Lý thuyết nói rằng, với một bộ các bộ lọc tinh thần tiềm thức được hình thành từ niềm tin và kinh nghiệm của họ, mỗi cá nhân diễn giải cùng một thế giới khác nhau, do đó "Sự thật nằm trong mắt của kẻ si tình". Ý tưởng của ông đã ảnh hưởng đến công việc của người bạn Robert Anton Wilson.

### Các đối tượng trừu tượng và toán học
Tình trạng của các thực thể trừu tượng, đặc biệt là các con số, là một chủ đề thảo luận trong toán học.
Trong triết học toán học, hình thức hiện thực nổi tiếng nhất về các con số là chủ nghĩa hiện thực Platon, cho phép chúng tồn tại trừu tượng, phi vật chất. Các hình thức khác của chủ nghĩa hiện thực xác định toán học với vũ trụ vật lý cụ thể.
Lập trường chống chủ nghĩa hiện thực bao gồm chủ nghĩa hình thức và chủ nghĩa hư cấu.
Một số cách tiếp cận có chọn lọc thực tế về một số đối tượng toán học nhưng không phải là cách khác. Chủ nghĩa hữu hạn bác bỏ số lượng vô hạn. Chủ nghĩa siêu hữu hạn chấp nhận số lượng hữu hạn lên đến một lượng nhất định. Cấu tạo và chủ nghĩa trực giác là hiện thực về các đối tượng có thể được xây dựng rõ ràng, nhưng từ chối sử dụng nguyên tắc của loại trừ giữa để chứng minh sự tồn tại bằng phép phản chứng.
Cuộc tranh luận truyền thống đã tập trung vào việc một lĩnh vực trừu tượng (phi vật chất, dễ hiểu) của các con số đã tồn tại bên cạnh thế giới vật lý (hợp lý, cụ thể). Một phát triển gần đây là giả thuyết vũ trụ toán học, lý thuyết chỉ tồn tại một thế giới toán học, với thế giới vật chất hữu hạn là một ảo ảnh bên trong nó.
Một dạng cực đoan của chủ nghĩa hiện thực về toán học là giả thuyết đa vũ trụ toán học do Max Tegmark quảng bá. Định đề duy nhất của Tegmark là: Tất cả các cấu trúc tồn tại về mặt toán học cũng tồn tại về mặt vật lý. Đó là, theo nghĩa là "trong những [thế giới] đó đủ phức tạp để chứa các cấu trúc tự nhận thức [chúng] sẽ nhận thức một cách chủ quan về bản thân như tồn tại trong một thế giới 'thực'. Giả thuyết cho rằng các thế giới tương ứng với các tập hợp điều kiện ban đầu khác nhau, hằng số vật lý hoặc các phương trình hoàn toàn khác nhau nên được coi là có thực. Lý thuyết có thể được coi là một hình thức của Platonism ở chỗ nó đặt ra sự tồn tại của các thực thể toán học, nhưng cũng có thể được coi là một chủ nghĩa toán học ở chỗ nó phủ nhận rằng mọi thứ tồn tại ngoại trừ các đối tượng toán học.

### Thuộc tính
Vấn đề của vũ trụ là một vấn đề cổ xưa trong siêu hình học về việc liệu vũ trụ có tồn tại hay không. Đại học là phẩm chất chung, trừu tượng, đặc điểm, tính chất, loại hoặc quan hệ, chẳng hạn như nam / nữ, rắn / lỏng / khí hoặc một màu nhất định, có thể được xác định từ các cá nhân hoặc chi tiết hoặc các cá nhân hoặc chi tiết có thể được coi như chia sẻ hoặc tham gia. Ví dụ, Scott, Pat và Chris có điểm chung là phẩm chất phổ biến của con người hoặc có tính con người.
Trường phái hiện thực tuyên bố rằng vũ trụ là có thật   - chúng tồn tại và khác biệt với các chi tiết khởi tạo chúng. Có nhiều hình thức hiện thực. Hai hình thức chính là chủ nghĩa hiện thực Platonic và chủ nghĩa hiện thực Aristote. Chủ nghĩa hiện thực Platonic là quan điểm cho rằng vũ trụ là những thực thể thực sự và chúng tồn tại độc lập với các chi tiết. Mặt khác, chủ nghĩa hiện thực của Aristote là quan điểm cho rằng vũ trụ là những thực thể thực sự, nhưng sự tồn tại của chúng phụ thuộc vào các chi tiết làm gương cho chúng.
Chủ nghĩa duy danh và chủ nghĩa khái niệm là những hình thức chính của chủ nghĩa chống hiện thực về vũ trụ.

### Thời gian và không gian
Một vị trí hiện thực truyền thống trong bản thể học là thời gian và không gian có sự tồn tại ngoài tâm trí con người. Những người duy tâm phủ nhận hoặc nghi ngờ sự tồn tại của các đối tượng độc lập với tâm trí. Một số người chống chủ nghĩa hiện thực có vị trí bản thể học là các đối tượng bên ngoài tâm trí tồn tại, tuy nhiên nghi ngờ sự tồn tại độc lập của thời gian và không gian.
Kant, trong tác phẩm Phê bình Lý do thuần túy, đã mô tả thời gian là một khái niệm tiên nghiệm rằng, cùng với các khái niệm tiên nghiệm khác như không gian, cho phép chúng ta hiểu được kinh nghiệm giác quan. Kant phủ nhận rằng không gian hoặc thời gian là bản chất, bản thân chúng hoặc được học theo kinh nghiệm; thay vào đó, cả hai đều là những yếu tố của một khung hệ thống mà chúng ta sử dụng để cấu trúc kinh nghiệm của mình. Các phép đo không gian được sử dụng để định lượng khoảng cách giữa các vật thể và các phép đo thời gian được sử dụng để so sánh định lượng khoảng thời gian giữa (hoặc thời lượng của) các sự kiện. Mặc dù không gian và thời gian được tổ chức để trở nên lý tưởng siêu việt theo nghĩa này, nhưng chúng cũng có thực về mặt thực nghiệm, tức là không chỉ là ảo tưởng.
Các nhà văn lý tưởng như J. M. E. McTaggart trong The Unreality of Time đã lập luận rằng thời gian là một ảo ảnh.
Cũng như khác nhau về thực tế của thời gian nói chung, các lý thuyết siêu hình về thời gian có thể khác nhau trong các mô tả của chúng về hiện thực với quá khứ, hiện tại và tương lai một cách riêng biệt.
- Thuyết hiện tại cho rằng quá khứ và tương lai là không có thực, và chỉ có một hiện tại luôn thay đổi là có thật.
- Lý thuyết vũ trụ khối, còn được gọi là Chủ nghĩa vĩnh cửu, cho rằng quá khứ, hiện tại và tương lai đều có thật, nhưng thời gian trôi qua chỉ là ảo ảnh. Nó thường được cho là có cơ sở khoa học trong thuyết tương đối.
- Lý thuyết vũ trụ khối đang phát triển cho rằng quá khứ và hiện tại là có thật, nhưng tương lai thì không.

Thời gian và các khái niệm liên quan đến quá trình và tiến hóa là trọng tâm của siêu hình học xây dựng hệ thống của AN Whitehead và Charles Hartshorne.

### Các thế giới có thể có
Thuật ngữ " thế giới có thể " quay trở lại lý thuyết về thế giới có thể của Leibniz, được sử dụng để phân tích sự cần thiết, khả năng và các khái niệm phương thức tương tự. Chủ nghĩa hiện thực phương thức là quan điểm, đáng chú ý là David Kellogg Lewis, rằng tất cả các thế giới có thể đều có thật như thế giới thực. Nói tóm lại: thế giới thực tế được coi là chỉ đơn thuần là một trong số một vô hạn bộ của logic có thể thế giới, một số "gần" với thế giới thực tế và một số từ xa hơn. Các nhà lý thuyết khác có thể sử dụng khuôn khổ Thế giới có thể để diễn đạt và khám phá các vấn đề mà không cam kết về mặt bản thể. Lý thuyết thế giới có thể có liên quan đến logic alethic: một đề xuất là cần thiết nếu nó đúng trong tất cả các thế giới có thể, và có thể nếu nó đúng trong ít nhất một. Việc giải thích nhiều thế giới về cơ học lượng tử là một ý tưởng tương tự trong khoa học.

### Lý thuyết về mọi thứ (TOE) và triết học
Ý nghĩa triết học của TOE vật lý thường được tranh luận. Ví dụ, nếu chủ nghĩa vật lý triết học là đúng, một TOE vật lý sẽ trùng với một lý thuyết triết học về mọi thứ.
Phong cách siêu hình "xây dựng hệ thống" cố gắng trả lời tất cả các câu hỏi quan trọng một cách mạch lạc, cung cấp một bức tranh hoàn chỉnh về thế giới. Plato và Aristotle có thể nói là những ví dụ ban đầu của các hệ thống toàn diện. Trong giai đoạn hiện đại sớm (thế kỷ 17 và 18), phạm vi hệ thống xây dựng của triết học thường liên quan đến phương pháp duy lý của triết học, đó là kỹ thuật suy luận về bản chất của thế giới bằng cách tiên nghiệm lý trí thuần túy. Ví dụ từ thời cận đại bao gồm các tác phẩm Monadology của Leibniz, Dualism của Descartes, nhất nguyên luận của  Spinoza. Chủ nghĩa duy tâm tuyệt đối của Hegel và triết lý quá trình của Whitehead là những hệ thống sau này.
Các nhà triết học khác không tin rằng các kỹ thuật của nó có thể nhắm mục tiêu cao như vậy. Một số nhà khoa học nghĩ rằng một cách tiếp cận toán học hơn triết học là cần thiết cho TOE, ví dụ Stephen Hawking đã viết trong Lược sử thời gian rằng ngay cả khi chúng ta có TOE, nó nhất thiết phải là một bộ phương trình. Ông viết, "Cái gì thổi lửa vào các phương trình và tạo ra một vũ trụ cho chúng mô tả?" 

### Thực tế hiện tượng
Ở mức độ rộng hơn và chủ quan hơn nhiều, kinh nghiệm riêng tư, sự tò mò, tìm hiểu và sự chọn lọc liên quan đến việc giải thích cá nhân về các sự kiện định hình thực tế mà một và chỉ một cá nhân nhìn thấy  và do đó được gọi là hiện tượng học. Mặc dù hình thức thực tế này cũng có thể phổ biến đối với người khác, nhưng đôi khi nó cũng rất độc đáo đối với bản thân đến mức không bao giờ được trải nghiệm hoặc đồng ý bởi bất kỳ ai khác. Phần lớn các loại kinh nghiệm được coi là tâm linh xảy ra ở cấp độ thực tế này.
Hiện tượng học là một phương pháp triết học được phát triển vào những năm đầu của thế kỷ XX bởi Edmund Husserl và một nhóm người theo dõi tại các trường đại học của Gottingen và Munich ở Đức. Sau đó, các chủ đề hiện tượng học đã được các nhà triết học ở Pháp, Hoa Kỳ và các nơi khác đưa lên, thường trong bối cảnh khác xa với công trình của Husserl.
Từ phenomenology (hiện tượng học) xuất phát từ tiếng Hy Lạp phainómenon, có nghĩa là "cái xuất hiện" và lógos, có nghĩa là "nghiên cứu". Theo quan niệm của Husserl, hiện tượng học chủ yếu liên quan đến việc tạo ra các cấu trúc của ý thức và các hiện tượng xuất hiện trong các hành vi của ý thức, các đối tượng của sự phản ánh và phân tích có hệ thống. Sự phản ánh như vậy là diễn ra từ quan điểm " người đầu tiên " được sửa đổi cao, nghiên cứu các hiện tượng không phải khi chúng xuất hiện với ý thức "của tôi", mà là bất kỳ ý thức nào. Husserl tin rằng hiện tượng học có thể cung cấp một nền tảng vững chắc cho tất cả kiến thức của con người, bao gồm cả kiến thức khoa học và có thể thiết lập triết học như một "khoa học nghiêm ngặt".
Quan niệm về hiện tượng học của Husserl đã bị chỉ trích và phát triển không chỉ bởi chính ông, mà còn bởi sinh viên và trợ lý Martin Heidegger, bởi các nhà hiện sinh, như Maurice Merleau-Ponty, Jean-Paul Sartre, và bởi các nhà triết học khác, như Paul Ricoeur, Emmanuel Levina và Dietrich von Hildebrand.

### Những giả thuyết hoài nghi

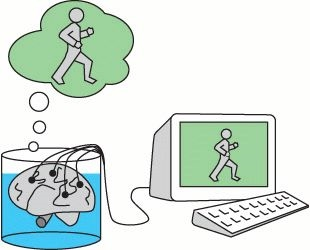
Một bộ não trong thùng tin rằng nó đang đi bộ

Các giả thuyết hoài nghi trong triết học cho thấy thực tế rất khác với những gì chúng ta nghĩ nó là; hoặc ít nhất là chúng ta không thể chứng minh nó là không. Những ví dụ bao gồm:
- Giả thuyết " Bộ não trong thùng" được đưa ra theo thuật ngữ khoa học. Nó cho rằng một người có thể là một bộ não bị khuất phục sống trong thùng, và đưa ra các tín hiệu cảm giác sai, bởi một nhà khoa học điên. Đây là tiền đề của loạt phim, giả thuyết Ma trận.
- "Cuộc tranh luận về giấc mơ " của Descartes và Zhuangzi cho rằng thực tế không thể phân biệt được với một giấc mơ.
- Ác quỷ của Descartes là một sinh vật "thông minh và lừa dối như anh ta mạnh mẽ, người đã chỉ đạo toàn bộ nỗ lực của anh ta để đánh lừa tôi."
- Giả thuyết năm phút (hoặc giả thuyết omphalos hoặc Chủ nghĩa thứ Năm tuần trước) cho thấy rằng thế giới được tạo ra gần đây cùng với các hồ sơ và dấu vết cho thấy tuổi tác lớn hơn.
- Giả thuyết Ma trận hoặc giả thuyết thực tế mô phỏng cho thấy rằng chúng ta có thể đang ở trong một mô phỏng máy tính hoặc thực tế ảo.

## Triết lý Jaina giáo
Triết học Jain quy định rằng bảy tattva (sự thật hoặc nguyên tắc cơ bản) tạo thành hiện thực. Bảy tattva này là: 
1. Jīva - Linh hồn được đặc trưng bởi ý thức.
2. Ajīva - Vô hồn.
3. Asrava - Dòng nghiệp.
4. Bandha - Sự trói buộc của nghiệp.
5. Samvara - Sự cản trở dòng chảy của nghiệp chướng vào linh hồn.
6. Nirjara - Rụng nghiệp.
7. Moksha - Giải thoát hoặc Cứu rỗi, tức là sự hủy diệt hoàn toàn của tất cả các nghiệp chướng (ràng buộc với bất kỳ linh hồn cụ thể nào).

## Khoa học vật lý

### Chủ nghĩa hiện thực khoa học
Chủ nghĩa hiện thực khoa học, ở cấp độ chung nhất, quan điểm rằng thế giới được mô tả bởi khoa học (có lẽ là khoa học lý tưởng) là thế giới thực, vì nó, độc lập với những gì chúng ta có thể có. Trong triết học của khoa học, nó thường được đóng khung như một câu trả lời cho câu hỏi "sự thành công của khoa học được giải thích như thế nào?" Cuộc tranh luận về những gì thành công của khoa học liên quan đến các trung tâm chủ yếu về tình trạng của các thực thể không thể quan sát trực tiếp được thảo luận bởi các lý thuyết khoa học. Nói chung, những người theo chủ nghĩa hiện thực khoa học nói rằng người ta có thể đưa ra những tuyên bố đáng tin cậy về những thực thể này (viz., Rằng họ có cùng trạng thái bản thể học) như những thực thể quan sát trực tiếp, trái ngược với chủ nghĩa công cụ. Các lý thuyết khoa học được sử dụng và nghiên cứu nhiều nhất hiện nay nêu rõ ít nhiều sự thật.

### Chủ nghĩa hiện thực và địa phương trong vật lý
Chủ nghĩa hiện thực theo nghĩa được sử dụng bởi các nhà vật lý không tương đương với chủ nghĩa hiện thực trong siêu hình học. Thứ hai là tuyên bố rằng thế giới độc lập với tâm trí: rằng ngay cả khi kết quả của phép đo không tồn tại trước hành động đo lường, điều đó không yêu cầu rằng chúng là sự sáng tạo của người quan sát. Hơn nữa, một thuộc tính độc lập với tâm trí không phải là giá trị của một số biến vật lý như vị trí hoặc động lượng. Thuộc tính có thể dispositional (hoặc tiềm năng), tức là nó có thể là một xu hướng: theo cách mà đối tượng thủy tinh có xu hướng để phá vỡ, hoặc là thanh lý khoản để phá vỡ, ngay cả khi họ không thực sự phá vỡ. Tương tự như vậy, các thuộc tính độc lập trong tâm trí của các hệ lượng tử có thể bao gồm xu hướng đáp ứng các phép đo cụ thể với các giá trị cụ thể với xác suất có thể xác định được. Một bản thể học như vậy sẽ là hiện thực siêu hình, mà không thực tế theo nghĩa "chủ nghĩa hiện thực địa phương" của nhà vật lý (đòi hỏi phải tạo ra một giá trị duy nhất một cách chắc chắn).
Một thuật ngữ liên quan chặt chẽ là độ chính xác đối nghịch (CFD), được sử dụng để nói đến tuyên bố rằng người ta có thể nói một cách có ý nghĩa về sự dứt khoát của các kết quả của các phép đo chưa được thực hiện (nghĩa là khả năng giả định sự tồn tại của các đối tượng và tính chất của các đối tượng, ngay cả khi chúng chưa được đo).
Chủ nghĩa hiện thực địa phương là một đặc điểm quan trọng của cơ học cổ điển, của thuyết tương đối rộng và điện động lực học; nhưng cơ học lượng tử đã chỉ ra rằng sự vướng víu lượng tử là có thể. Điều này đã bị Einstein từ chối, người đã đề xuất nghịch lý EPR, nhưng sau đó nó đã được định lượng bằng sự bất bình đẳng của Bell. Nếu sự bất bình đẳng của Bell bị vi phạm, thì chủ nghĩa hiện thực cục bộ hoặc sự dứt khoát phản tác dụng phải không chính xác; nhưng một số nhà vật lý tranh luận rằng các thí nghiệm đã chứng minh sự vi phạm của Bell, với lý do rằng sự bất bình đẳng của lớp không đồng nhất Bell chưa được kiểm tra hoặc do những hạn chế thử nghiệm trong các thử nghiệm. Các cách giải thích khác nhau của cơ học lượng tử vi phạm các phần khác nhau của chủ nghĩa hiện thực địa phương và/hoặc sự dứt khoát trái ngược.

### Vai trò của người quan sát trong cơ học lượng tử
Vấn đề cơ thể tâm trí lượng tử đề cập đến các cuộc thảo luận triết học về vấn đề cơ thể tâm trí trong bối cảnh cơ học lượng tử. Vì cơ học lượng tử liên quan đến sự chồng chất lượng tử, không được các nhà quan sát nhận thấy, một số cách giải thích của cơ học lượng tử đặt các nhà quan sát có ý thức vào một vị trí đặc biệt.
Những người sáng lập cơ học lượng tử đã tranh luận về vai trò của người quan sát, và trong số họ, Wolfgang Pauli và Werner Heisenberg tin rằng đó là người quan sát tạo ra sự sụp đổ. Quan điểm này, chưa bao giờ được Niels Bohr chứng thực hoàn toàn, đã bị Albert Einstein tố cáo là thần bí và phản khoa học. Pauli đã chấp nhận thuật ngữ này và mô tả cơ học lượng tử là chủ nghĩa thần bí sáng suốt.
Heisenberg và Bohr luôn mô tả cơ học lượng tử theo thuật ngữ thực chứng logic. Bohr cũng rất quan tâm đến ý nghĩa triết học của các lý thuyết lượng tử như sự bổ sung của ông, chẳng hạn. Ông tin rằng lý thuyết lượng tử cung cấp một mô tả đầy đủ về tự nhiên, mặc dù đơn giản là không phù hợp với những trải nghiệm hàng ngày   - được mô tả tốt hơn bởi cơ học cổ điển và xác suất. Bohr không bao giờ chỉ định một ranh giới trên mà các đối tượng không còn là lượng tử và trở thành cổ điển. Ông tin rằng đó không phải là một câu hỏi về vật lý, mà là một trong những triết lý.
Eugene Wigner đã cải tổ thí nghiệm " con mèo của Schrödinger " là " bạn của Wigner " và đề xuất rằng ý thức của người quan sát là đường phân định kết tủa chức năng sóng, không phụ thuộc vào bất kỳ sự giải thích hiện thực nào. Thường được gọi là " ý thức gây ra sự sụp đổ ", cách giải thích này của cơ học lượng tử nói rằng sự quan sát của một người quan sát có ý thức là điều làm cho hàm sóng sụp đổ.